# Les Précieuses ridicules

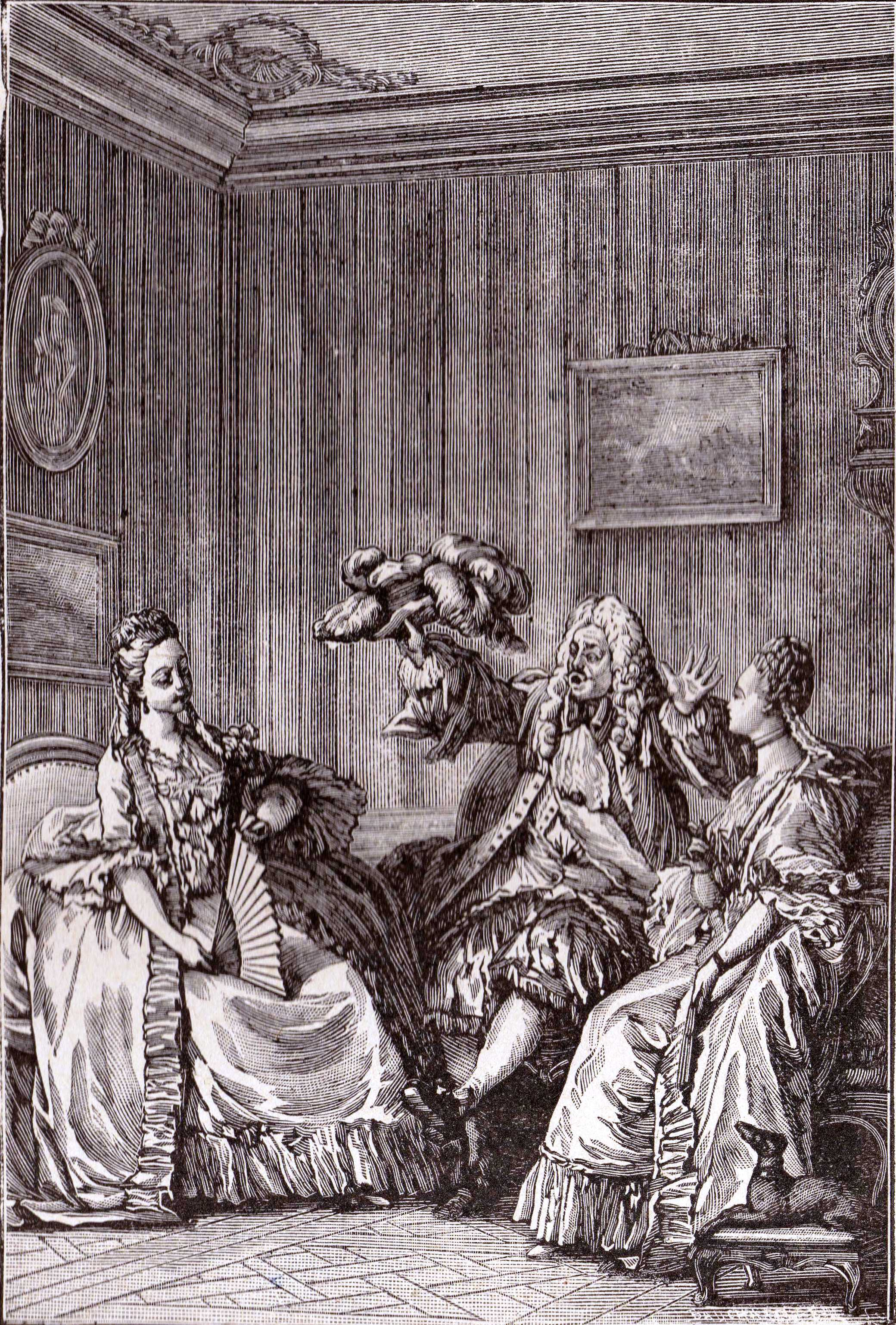
Mascarille: Wat vindt u van mijn gansje? Vindt u dat het past bij de jurk?
Cathos : Absoluut.
(De belachelijke precieuses)
Tekening van Moreau le Jeune.

Les Précieuses ridicules in de Nederlandse vertaling De belachelijke precieuses is een komedie van Molière die bestaat uit één bedrijf en geschreven is in proza. Het stuk ging in première op 18 november 1659 in het Théâtre du Petit-Bourbon in Parijs. Het werd als tweede toneelstuk vertoond, na Cinna van Corneille. Na deze eerste vertoning bleek het stuk veel succes te kennen, zowel onder het volk als aan het hof.

## Inhoud
Magdelon en Cathos, twee jongedames van buiten de hoofdstad, komen naar Parijs op zoek naar liefde en intellectuelle spelletjes. Gorgibus, vader van Magdelon en oom van Cathos, beslist hen uit te huwelijken aan La Grange en Du Croisy. De dames maken de mannen echter zodanig belachelijk dat de mannen zich willen wreken op deze precieuses. Ondertussen verschijnt een jonge man op het toneel, Mascarille, die zich voordoet als een man van de wereld die het reilen en zeilen van de hogere klassen kent. Hij wordt verliefd op Magdelon. Een tweede personage, Jodelet, maakt zijn opwachting en verovert het hart van Cathos. Dan blijkt echter dat deze twee mannen bedriegers blijken te zijn en dat ze eigenlijk knechten van de afgewezen mannen zijn. De precieuses zijn in de val gelopen en tonen dus aan hoe bespottelijk hun ijdelheid wel niet is.

## De personages
- Gorgibus is de heer des huizes, de vader van Magdelon en  de oom van Cathos. Een "goede bourgeois" zoals het stuk tekst het zegt, die zijn huishouden in eenvoud bestiert. Hij wil zijn dochter en zijn nicht uithuwelijken aan twee zogezegd  eerlijke mannen en weet niet wat met zijn nichten aan te vangen als die koppig La Grange en De Croisy blijven weigeren.
- Magdelon en Cathos zijn de belachelijke precieuses, respectievelijk de dochter en nicht van Gorgibus. Onder invloed van de precieuze salons en de romans van Madeleine de Scudéry willen ze een leven leiden zoals in de romans. Daarom verkiezen ze de valse markies Mascarille en de valse burggraaf Jodelet boven La Grange en Du Croisy.
- La Grange en Du Croisy zijn de afgewezen geliefden van het stuk. Magdelon en Cathos willen hen niet, omdat ze hen te grof vinden. Ze wreken zich door  de twee Dames in de val te lokken met de hulp van hun knechten die als edelmannen verkleed zijn.
- Mascarille en Jodelet zijn respectievelijk de knechten van La Grange en Du Croisy, die eerst medeplichtig zijn en daarna de pineut zijn van hun meesters. Mascarille, en later in het stuk ook Jodelet, doen zich voor als precieuze edelmannen om Magdelon en Cathos te misleiden.
- Marotte is de dienstmeid van de belachelijke precieuses. Zoals vaak het geval in Molières stukken zijn dienstmeiden eerlijke en eenvoudige mensen. Marotte spoort haar meesteressen dan ook aan om te praten zoals iedereen .
- Almanzor is de lakei van de precieuses.

## Verloop van het stuk

#### Scène 1
La Grange en Du Croisy hebben net Magdelon en Cathos ontmoet en zijn niet tevreden met de manier waarop ze ontvangen werden. Om zich te wreken, stelt La Grange voor om hen in de val te lokken, samen met zijn knecht Mascarille, een extravagante man die zichzelf verstandig acht.

#### Scène 2 en 3
Gorgibus ontdekt dat La Grange en Du Croisy niet tevreden waren met hun bezoek en om te weten te komen waarom dit het geval was, wil hij Magdelon en Cathos even spreken, die juist bezig zijn met “lippenbalsem” aan te brengen.

#### Scène 4
Wanneer Gorgibus wil weten waarom Magdelon en Cathos zich niet correct hebben gedragen tegenover La Grange en Du Croisy, leggen de precieuses uit dat ze absoluut niet willen trouwen met mannen “die niet hoffelijk zijn tegenover vrouwen” en dat zij een galant en romantisch avontuur willen beleven, zoals in de romans van Madeleine de Scudéry. Ook willen zij een andere naam, één die minder ordinair is. Gorgibus begrijpt hier helemaal niets van en blijft aandringen : hij wil hen zo snel mogelijk uithuwelijken, of ze zullen naar het klooster gezonden worden.

#### Scènes 5 en 6
Eenmaal Gorgibus vertrokken is, beelden Magdelon en Cathos zich in dat ze niet echt zijn dochter en zijn nicht zijn maar dat ze, op een dag, de blijde boodschap te horen krijgen dat ze afstammen van een rijkere familie. Marotte, hun dienstmeid, kondigt vervolgens de aankomst aan van “markies Mascarille” en de precieuses haasten zich om hem te ontvangen.

#### Scènes 7 en 8
Mascarille komt toe in een draagstoel. Aanvankelijk weigert hij de dragers te betalen, onder het voorwendsel dat men geen geld vraagt aan iemand van zijn status; maar hij komt zeer snel op die beslissing terug wanneer een van hen hem bedreigt met een stok. Hij wacht op Magdelon en Cathos die hun haar weer in orde brengen.

#### Scène 9
Mascarille ontmoet Magdelon en Cathos en geeft complimentjes aan hen. Hij belooft hen te zullen voorstellen aan “een academie van intellectuelen”: Hij toont hen ook zijn eigen talenten door een impromptu te zingen en voor te dragen die zeer in de smaak valt bij de twee precieuses. Hij laat hen ook zijn kledij bewonderen maar als hij hun gezicht ziet, klaagt hij dat hij gekwetst is.

#### Scènes 10 en 11
Vervolgens komt burggraaf Jodelet toe. Hij beweert een oude vriend te zijn van Mascarille. Ze feliciteren elkaar met hun heldendaden in de oorlog en tonen Magdelon en Cathos hun littekens. Om dat te vieren beslissen ze  om een bescheiden bal te organiseren voor hun gastvrouwen en hun buurvrouwen.

#### Scène 12
De buren en de violisten komen aan voor het bal. Mascarille danst met Magdelon en Jodelet met Cathos.					

#### Scènes 13 en 14
La Grange en Du Croisy vallen de kamer binnen. Ze slaan Mascarille en Jodelet. Magdelon en Cathos zijn gechoqueerd maar Mascarille en Jodelet lijken geen wraak te willen nemen.

#### Scène 15
La Grange en Du Croisy keren terug. Ze maken bekend dat Mascarille en Jodelet hun knechten zijn en ze verplichten hun knechten om de extravagante kleding uit te doen. De twee belachelijke precieuses beseffen dat ze zich vergist hebben en tonen dat ze teleurgesteld zijn.

#### Scènes 16 en 17
Magdelon en Cathos doen hun beklag bij Gorgibus over “de gemene streek” die hen is overkomen.  Maar Gorgibus antwoordt dat hun extravagantie daarvan de oorzaak is. Mascarille en Jodelet, alsook de violisten, worden aan de deur gezet. Daarna draagt Gorgibus woedend de romans, verzen, liedjes en sonnetten op aan “alle duivels”.

## Reacties
De preciositeit is een beweging die haar oorsprong vindt in salons, zoals die van mevrouw de Rambouillet, die een wereld vormen waarin vrouwen vereerd en het hof gemaakt worden volgens de principes van de middeleeuwse hoffelijkheid. De preciositeit streefde er eveneens naar de onbeschaafde taal en manieren te bestrijden. Tallemant des Réaux zegt hierover het volgende:
« L'hôtel de Rambouillet était pour ainsi dire le rendez-vous de ce qu'il y avait de plus galant à la cour et de plus poli parmi les beaux esprits du siècle. »
“Hotel de Rambouillet was in zekere zin het ontmoetingspunt voor degenen die het galantst waren aan het hof en het beleefdst onder de intellectuelen van de eeuw.”
Toch begon deze precieuze beweging, onder meer in de provincie, te ontaarden in belachelijke intellectuele spelletjes, zoals Chapelle en Bachamont het beschrijven:
« À leurs petites mignardises, leur parler gras, et leurs discours extraordinaires, nous crûmes bientôt que c'était une assemblée des précieuses de Montpellier ; mais bien qu'elles fissent de nouveaux efforts à cause de nous, elles ne paraissaient que des précieuses de campagne, et n'imitaient que faiblement les nôtres de Paris. »
“Door hun zogenaamde gekunsteldheden, hun rollende "r" en hun buitengewone uiteenzettingen dachten wij al snel dat het om een vergadering ging van de precieuses van Montpellier. Hoewel ze door ons opnieuw inspanningen leverden, leken ze niets meer te zijn dan precieuses van het platteland en slechts een flauw afkooksel van de onze van Parijs.”
Eigenlijk valt Molière de ondergang van de preciositeit aan in het toneelstuk en niet zozeer de oorspronkelijke beweging. Zo maakt hij van Magdelon en Cathos twee boerse dames van de provincie zoals La Grange en Du Croisy hen beschrijven die dezelfde manieren vertonen als ze handelen en vooral als ze praten. Zo vragen de precieuses aan hun dienstmeid om hen "le conseiller des grâces" te brengen. Aangezien de dienstmeid hun verzoek niet begrijpt, verplicht ze hen om zelf uit te leggen  dat het gaat om een spiegel. Dit levert een grappig effect op.  Toch zijn ze geen echte precieuses aangezien ze niet in staat zijn een echte markies van een bedrieger te onderscheiden.
De belachelijke precieuses komen dus dubbel zo belachelijk over: zowel in de provincie waar hun pretenties van preciositeit het mikpunt van spot vormen als in Parijs waar hun provinciale naïviteit hen in de val doet trappen van La Grande en Du Croisy.
Molière is immers niet de enige die deze ondergang van de preciositeit bekritiseerd heeft. La Bruyère beschouwt in zijn "Caractères" de preciositeit als "een bitter en kinderachtig gesprek" over "luchtige kwesties die verband houden met het hart en met wat men passie of tederheid noemt" en voegt hieraan toe:
« Ils laissaient au vulgaire l'art de parler d'une manière intelligible ; une chose dite entre eux peu clairement en entraînait une autre encore plus obscure (...) ils étaient enfin parvenus à n'être plus entendus et à ne s'entendre pas eux-mêmes. Il ne fallait, pour fournir à ces entretiens, ni bon sens, ni jugement, ni mémoire, ni la moindre capacité : il fallait de l'esprit, non pas du meilleur, mais de celui qui est faux, et où l'imagination a trop de part. »
"Ze lieten de kunst om intelligent te praten aan de volksmensen over; iets onduidelijks wat onder hen gezegd werd, deed nog meer vragen rijzen (...) Het was uiteindelijk zover gekomen dat ze niet meer begrepen werden en niet meer overeenkwamen. Om deel te nemen aan deze gesprekken werd er noch gezond verstand, noch oordeelsvermogen, noch geheugen vereist en niet de minste bekwaamheid was nodig: je moest kwaadwillig zijn en te veel verbeelding hebben."
In deze kritiek zijn meerdere aspecten van "De belachelijke precieuses" terug te vinden, zoals het extreem bombastische taalgebruik, dat bijna onbegrijpbaar is, of een te sterke verbeelding die grenst aan pathologisch liegen, zoals in scène 5, waar Magdelon overtuigd is dat ze echt van adel is.

## Rolverdeling
| Personages (proza)                                   | Personages (theater) |
| ---------------------------------------------------- | -------------------- |
| La Grange, afgewezen liefde                          | La Grange            |
| Du Croisy, afgewezen liefde                          | Du Croisy            |
| Gorgibus, goede bourgeois                            | L'Espy               |
| Magdelon, dochter van Gorgibus, belachelijke hofdame | Madeleine Béjart     |
| Cathos, nicht van Gorgibus, belachelijke hofdame     | Mademoiselle de Brie |
| Marotte, dienstmeid van de belachelijke hofdames     | Marie Ragueneau      |
| Almanzor, lakei van de belachelijke hofdames         | De Brie              |
| Markies Mascarille, knecht van La Grange             | Molière              |
| Burggraaf Jodelet, knecht van Du Croisy              | Jodelet              |
| Twee stoeldragers                                    |                      |
| Buurvrouwen                                          |                      |
| Violisten                                            |                      |